# Rosulabryum tuberosum
Rosulabryum tuberosum là một loài Rêu trong họ Bryaceae. Loài này được (Mohamed & Damanhuri) J.R. Spence miêu tả khoa học đầu tiên năm 1996.